# Конный спорт на летних Олимпийских играх 1912
На соревнованиях по конному спорту на летних Олимпийских играх 1912 года спортсмены состязались в выездке, троеборье и конкуре, как в личном, так и в командном (кроме выездки) зачёте.

## Общий медальный зачёт
| Место | Страна   | Золото | Серебро | Бронза | Всего |
| ----- | -------- | ------ | ------- | ------ | ----- |
| 1     | Швеция   | 4      | 1       | 1      | 6     |
| 2     | Франция  | 1      | 1       | 1      | 3     |
| 3     | Германия | 0      | 3       | 1      | 4     |
| 4     | Бельгия  | 0      | 0       | 1      | 1     |
| 4     | США      | 0      | 0       | 1      | 1     |

## Медалисты
| Дисциплина                     | Золото                                                                                   | Серебро                                                                                              | Бронза                                                                                                 |
| ------------------------------ | ---------------------------------------------------------------------------------------- | --- | --- |
| Выездка Личное первенство      | Карл Бунде Швеция                                                                        | Густав Адольф Больтенстерн Швеция                                                                    | Ханс фон Бликсен-Финекке Швеция                                                                        |
| Троеборье Личное первенство    | Аксель Нурдландер Швеция                                                                 | Фридрих фон Рохов Германия                                                                           | Жак Карью Франция                                                                                      |
| Троеборье Командное первенство | Швеция · Аксель Нурдландер · Нильс Адлеркрёйц · Эрнст Каспарссон · Хенрик Хурн аф Оминне | Германия · Рихард, граф фон Шесберг-Таннхайм · Фридрих фон Рохов · Эдуард фон Люткен · Карл фон Мёрс | США · Бенджамин Леар · Джон Монтгомери · Гай Генри · Эфраим Грэм                                       |
| Конкур Личное первенство       | Жак Карью Франция                                                                        | Рабод фон Крёхер Германия                                                                            | Эмманюэль Де Бломмар де Суа Бельгия                                                                    |
| Конкур Командное первенство    | Швеция · Густав Левенгаупт · Густав Чильман · Ханс фон Русен · Фредрик Русенкранц        | Франция · Пьер Дюфур д’Астафор · Жак Карью · Бернар Мейер · Гастон Сенье                             | Германия · Зигисмунд Фрайер · Эрнст Делох · Вильгельм, граф фон Гогенау · Фридрих Карл, принц Прусский |